# Colnago (azienda)

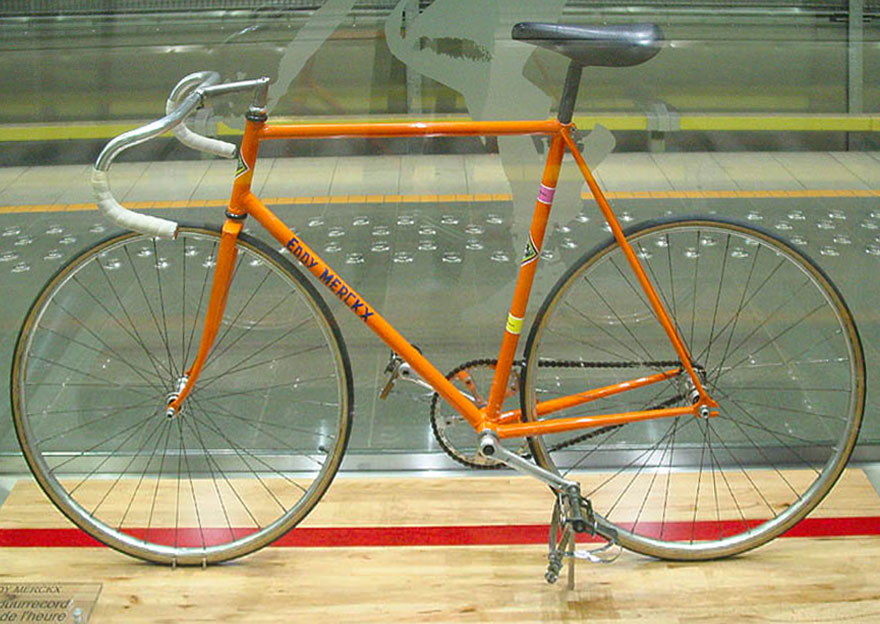
La bicicletta Colnago che Eddy Merckx utilizzò per battere il record dell'ora

La Colnago è un'azienda italiana produttrice di biciclette da corsa fondata da Ernesto Colnago nel 1954.

## Storia
L'attività imprenditoriale di Ernesto Colnago, già per alcuni anni dipendente della fabbrica di biciclette Gloria, inizia nel 1954 a Cambiago, in Via Garibaldi 10, con una piccola bottega artigiana prima di riparazione di bici e poi di produzione di telai. Nel 1955 il ventitreenne Colnago partecipa al Giro d'Italia come vice meccanico per la Nivea-Fuchs di Fiorenzo Magni, poi vincitore della corsa; due anni dopo fornisce i telai alla Leo-Chlorodont, con Gastone Nencini vincitore del Giro d'Italia, mentre nel 1960 equipaggia la Philco capitanata da Guido Carlesi.
Nel 1960, ai Giochi olimpici di Roma, Luigi Arienti vince la medaglia d'oro dell'inseguimento a squadre con una bici Colnago (anche se marchiata con altro nome). Nel 1963 Colnago diventa meccanico della Molteni, rimanendovi per undici anni e costruendo telai (anche in questo caso marchiati da altri nomi) per ciclisti come Michele Dancelli, Gianni Motta, Rudi Altig e soprattutto Eddy Merckx. Nel 1970, dopo la vittoria di Dancelli alla Milano-Sanremo, viene preso come simbolo dell'azienda l'asso di fiori, oggi in tutto il mondo associato alla Colnago quando viene inserito in contesto ciclistico. Nel 1972 Colnago produce la bici per il record dell'ora di Eddy Merckx, un mezzo molto innovativo e che grazie a tubazioni speciali e con l'uso di componenti estremamente alleggeriti arriva a pesare solamente 5.750 grammi.
Nel 1974 il nome di Colnago è associato per la prima volta in maniera diretta a una squadra professionistica, comparendo sui pantaloncini della Scic diretta da Carlo Chiappano e capitanata da Gianbattista Baronchelli, ciclista che quell'anno si classifica secondo al Giro d'Italia. Negli stessi anni Colnago fornisce anche la formazione spagnola KAS. Nel 1977 debutta da professionista in Scic Giuseppe Saronni: sulle bici prodotte da Colnago il campione lombardo gareggerà per tutta la carriera, pur con formazioni diverse (dopo Scic, Gis Gelati per due anni, Del Tongo per sette, infine Malvor e Diana), ottenendo grandi successi, tra cui le vittorie ai Giri d'Italia 1979 e 1983 e il titolo mondiale 1982 a Goodwood in maglia azzurra. Saronni rimarrà legato ad Ernesto Colnago anche nella successiva carriera di dirigente, in particolare con la Lampre (dal 1991 al 1999) e poi di nuovo dal 2017 con la prima squadra araba inclusa nel World Tour, l'UAE Emirates, al quale proprio Colnago fornisce le biciclette.
Nel 1980 Colnago equipaggia i ciclisti dell'Unione Sovietica ai Giochi olimpici di Mosca; negli stessi anni fornisce anche la squadra belga Boule d'Or, il cui leader Freddy Maertens è campione del mondo 1981 a Praga, e quella olandese Kwantum Hallen, con cui avvia un sodalizio destinato a durare per 25 stagioni consecutive, fino al 2008. Nel decennio 1980-90 l'azienda porta avanti un lavoro di ricerca molto spinto. Dopo aver lanciato nel 1983 il telaio Colnago Master, nel 1986 avvia una collaborazione con Ferrari, che nel 1987 permette di presentare il telaio Concept: tubi e congiunzioni in fibra di carbonio, freni idraulici, ruote a tre raggi disegnate dallo stesso Enzo Ferrari e cambio inglobato nella corona.
Nel 1995 un nuovo telaio, il C40, è il primo in fibra di carbonio a vincere alla Parigi-Roubaix, grazie a Franco Ballerini del team Mapei; la stessa Mapei, equipaggiata da Colnago per nove stagioni, vincerà la corsa francese altre quattro volte tra il 1996 e il 2000, sempre su C40. Dal 2010 al 2012 Colnago dà quindi il nome alla squadra di Roberto Reverberi, nota come Colnago-CSF Inox.
Nel maggio 2020 Ernesto Colnago cede a 88 anni la maggioranza dell'azienda ad un fondo arabo di Abu Dhabi, Chimera Investments Llc.
Nello stesso anno Tadej Pogačar vince il Tour de France in sella a una bicicletta del costruttore di Cambiago. Nel 2021 il giovane campione sloveno fa ancora meglio: vince nello stesso anno Liegi Bastogne Liegi, Tour de France e Giro di Lombardia, impresa che era riuscita per l'ultima volta ben 49 anni prima (1972) ad Eddy Merckx, in entrambi i casi su biciclette Colnago. Ma è il 2024 l'anno storico per Tadej Pogacar, la UAE Team Emirates e Colnago: in quella stagione, lo sloveno conquista Giro d'Italia, Tour de France e campionato del mondo. In vista dell'anno seguente, per celebrare i trionfi, Colnago mette in commercio la Y1Rs, che accompagnerà il corridore per tutto il nuovo anno.

## Modelli

### Colnago Master

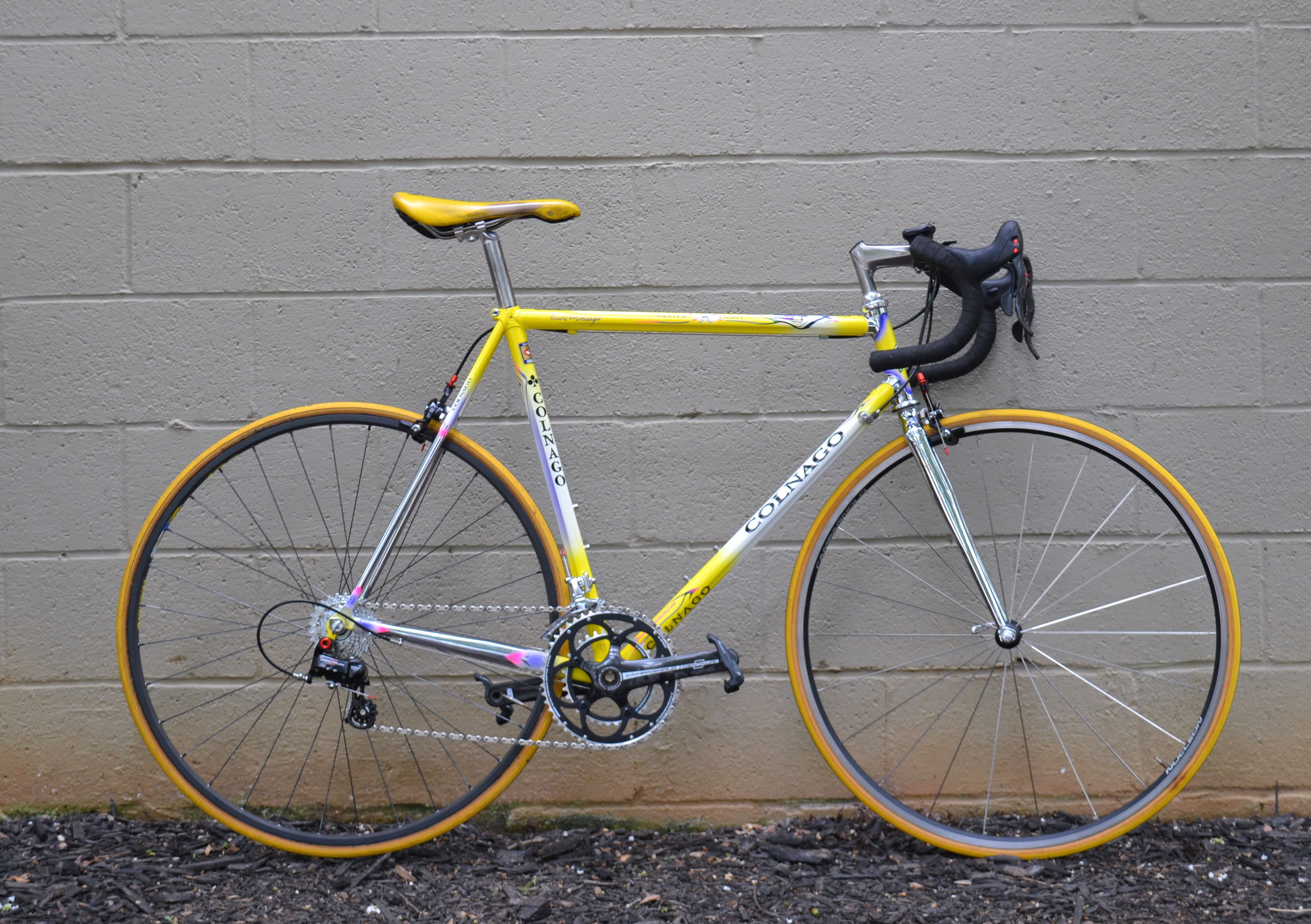
Colnago Master

Agli anni ottanta risale l'inizio della produzione del Colnago Master, un telaio che ha fatto storia, con tubazioni trafilate a freddo, dalla particolare sezione "stellare", con cui Saronni vinse il Giro d'Italia. Particolare la forcella introdotta allora, denominata Precisa, che aveva la caratteristica di avere gli steli diritti e non ricurvi come in tutte le altre bici. Tale caratteristica divenne una prerogativa delle Colnago da allora.

### Colnago C35
Nel 1989, dalla collaborazione con la Ferrari, nasce il C35, un telaio per celebrare il 35º anniversario della fondazione della Colnago, disponibile in modello da corsa e da mountain bike.

### Colnago Colner
La Colnago Colner è una bicicletta creata dalla Colnago per il ciclismo su strada, la cui produzione è durata dal 22 dicembre 1998 al 5 agosto 2002. Fu utilizzata da vari ciclisti professionisti nel corso degli anni 90.
Il peso è poco superiore ai 10 kg, con un telaio in acciaio e diverse verniciature prodotte. I raggi e i cerchi sono in acciaio inossidabile e le gomme con le rispettive camere d'aria di fabbrica Michelin.

### Colnago Concept
Telaio sviluppato per essere il più veloce possibile, in continuità con il primo progetto Colnago Concept, ovvero il primo telaio con tubi e congiunzioni in fibra di carbonio sviluppato da Ernesto Colnago in collaborazione con Enzo Ferrari nel 1986. Combinazione di potenza e velocità, ogni dettaglio del progetto Concept è stato sviluppato dalla Colnago per portare le performance aerodinamiche ad un livello superiore.

### Colnago C60
Telaio in fibra di carbonio realizzato a mano nella sede di Cambiago, con congiunzioni e tubazioni a forma di stella. Le sezioni dei tubi sono aumentate di volume, con pareti più sottili. Il progetto di questa bicicletta punta a maggiore rigidità e resistenza alle flessioni. Forcellini posteriori pensati per ridurre il peso e ottenere maggiore rigidità laterale.

### Colnago Ottanta5
Il 9 febbraio 2017, nel giorno dell'ottantacinquesimo compleanno di Ernesto Colnago, ha avuto luogo a Milano la presentazione dell'ultima nata fra le biciclette dell'azienda di Cambiago, chiamata appunto Ottanta5 in onore all'età del fondatore della Colnago.